# Эггерт, Константин Владимирович
Константин Владимирович Эггерт (27 сентября (9 октября) 1883, Москва — 24 октября 1955, там же) — российский актёр и режиссёр театра и кино.

## Биография
Родился 9 октября 1883 года в Москве. В 1906 году окончил юридический факультет Московского университета, но увлечение театром взяло верх, и уже в 1910 году окончил актёрскую школу при МХТ. В 1911—1916 годах работал в МХТ, в 1917—1923 годах — в Камерном театре, в 1923—1924 годах — в Малом театре.
В 1924 году дебютировал в кинематографе. В 1922—1938 годах работал на киностудии «Межрабпом-Русь» (с 1936 года — «Союздетфильм»). Из-за характерной внешности играл преимущественно отрицательных персонажей.
16 февраля 1938 года арестован по обвинению в участии в «шпионско-террористической организации» и «проведении шпионской работы в пользу Германии». На допросе заявил о своей невиновности. А потом услышал за стеной женские крики. Следователь сказал, что это его жена, и если он не признается, то её будут пытать до смерти. И тогда он написал признание в шпионской деятельности. 26 сентября 1938 года приговорен ВК ВС СССР по ст. ст. 58-6, 17-58 п. 8, ст. 58-11 УК РСФСР к 15 годам исправительно-трудовых лагерей.
По постановлению Пленума Верховного Суда СССР от 4 апреля 1940 года обвинительный приговор отменен, и дело отправлено на доследование. Постановлением ОС при НКВД СССР от 25 (по другим данным 5) января 1941 года приговорен за шпионаж к восьми годам исправительно-трудовых лагерей. Срок отбывал в Ухтижемлаге, куда прибыл 13 марта 1941 года из Бутырской тюрьмы. 
Был режиссёром-постановщиком опер и оперетт в лагерных клубах. Освобождён 30 апреля (по другим данным 1 мая) 1945 года с оставлением в лагере по вольному найму до конца войны. Работал главным режиссёром Театра музыкальной драмы и комедии в городе Ухта. После освобождения в 1946 году — в Пензенском театре им. А. В. Луначарского и на Одесской киностудии.
Внук — Константин Эггерт (назван в честь деда), журналист.

## Фильмография

### Актёр
- 1924 — Аэлита — Тускуб, владыка Марса
- 1924 — Четыре и пять — Эдуард Курт
- 1925 — Шахматная горячка — хозяин шахматного магазина
- 1926 — Медвежья свадьба — граф Шемет
- 1927 — Одна ночь — Сашка
- 1927 — Сумка дипкурьера — матрос
- 1928 — Хромой барин — князь Краснопольский
- 1929 — В город входить нельзя — белоэмигрант Борис Кочубей
- 1932 — Друзья совести — (другие названия — «Восстание в Руре» или «Пылающий Рур»)
- 1933 — Горячая кровь — полковник Б.
- 1934 — Восстание рыбаков — командир отряда
- 1934 — Казнь — полковник
- 1934 — Настенька Устинова — издатель Самуэль Берг
- 1936 — Гобсек — граф де Ресто

### Озвучивание
- 1932 — Блэк энд уайт — текст от автора

### Режиссёр
- 1925 — Медвежья свадьба (с Владимиром Гардиным, по пьесе Анатолия Луначарского, созданной по мотивам новеллы Проспера Мериме «Локис»)
- 1927 — Чужая (другие названия — «Такая женщина» или «Метель»)
- 1928 — Ледяной дом (по роману Ивана Лажечникова)
- 1928 — Хромой барин (по роману Алексея Толстого)
- 1932 — Друзья совести
- 1932 — Штурм (д/ф)
- 1934 — Настенька Устинова
- 1934 — Настоящий парень (к/м)
- 1936 — Гобсек (по повести Оноре де Бальзака)

## Режиссёр театра
- 1923 — «Борис Годунов» М. Е. Лобанова — театр «Золотой петух»
- 1924 — «Медвежья свадьба» А. В. Луначарского — Малый театр